# Elizabeth de Clare
Elizabeth de Clare (ur. 16 września 1295, zm. 4 listopada 1360) – angielska arystokratka, najmłodsza córka Gilberta de Clare, 7. hrabiego Hertford, i Joanny z Akki, córki króla Anglii Edwarda I. Po śmierci swojego brata Gilberta w 1314 r. wraz z siostrami (Eleanor i Margaret) odziedziczyła rodowe włości de Clare'ów.
W 1308 r. wraz z bratem udała się do Irlandii, gdzie 30 września poślubiła Johna de Burgh (1286 – 18 czerwca 1313), syna Richarda Óg de Burgha, 2. hrabiego Ulsteru, i Marguerite de Guînes, siostrę Elżbiety de Burgh – królowej Szkocji. Mąż Elizabeth zginął w potyczce w 1313 r. John i Elizabeth mieli razem jednego syna:
- William Donn de Burgh (17 września 1312 – 6 czerwca 1333), 3. hrabia Ulsteru

W 1314 r. nadeszły wieści o śmierci brata Elizabeth pod Bannockburn. Ziemie de Clare'ów podzielono mówczas pomiędzy trzy siostry zmarłego. W 1316 r. Elizabeth na wezwanie króla Edwarda II przybyła do Anglii. Edward umieścił ją w zamku Bristol. Królewskie plany wydania Elizabeth za jednego z jego stronników upadły, gdy w lutym 1316 r. Elizabeth została porwana przez Tybalda II de Verdun, którego następnie poślubiła. Tybald zmarł jednak już 27 czerwca 1316 r. Elizabeth była wówczas w ciąży. Udała się do opactwa w Amesbury, gdzie zakonnicą była jej ciotka Mary de Burgh. Tam w lutym 1317 r. urodziła córkę Isabellę.
Kilka tygodni później król wydał Elizabeth za Rogera d'Amoryego (ok. 1290 – przed 14 marca 1321/1322), syna sir Roberta d'Amoryego. W maju 1318 r. urodziła mu córkę Elizabeth. D'Amory, początkowo stronnik króla, podczas buntu hrabiego Lancaster w 1322 r. przeszedł na stronę baronów. Zmarł w marcu 1322 r. Siły królewskie pojmały Elizabeth i wraz z dziećmi uwięziły ją w opactwie Barking. W 1326 r. poparła królową Izabelę w jej działaniach przeciwko Edwardowi II. W 1327 r. odzyskała skonfiskowane wcześniej ziemie.
Elizabeth nigdy już nie wyszła za mąż. Resztę życia spędziła z dala od dworu królewskiego. Była fundatorką wielu ośrodków religijnych oraz współzałożycielką Clare College na Uniwersytecie Cambridge. Zmarła w 1360 r.
Jej córka, Elizabeth d'Amory, poślubiła Johna Bardolfa, 3. lorda Bardolf.